# Sigurgarðs saga og Valbrands
Sigurgarðs saga og Valbrands (o la saga de Sigurd y Valbrand) es una de las sagas caballerescas, escrita en nórdico antiguo y fechada en el siglo XIV. El argumento es inusual en el género, pues se consideraba habitual que el héroe debía seguir las normas del rescate de la doncella y vivir felices para siempre, sin embargo en este caso él es cruelmente asesinado tras cumplir con el objetivo. Se ha especulado que a la vista del tipo de relato, que rompe con todos los esquemas, la saga fuera una versión de una fuente literaria hoy desaparecida.